# Smith County (Tennessee)
Smith County ist ein County im Bundesstaat Tennessee der Vereinigten Staaten. Das U.S. Census Bureau hat bei der Volkszählung 2020 eine Einwohnerzahl von 19.904 ermittelt. Der Verwaltungssitz (County Seat) ist Carthage.

## Geographie
Das County liegt etwas nordöstlich des geographischen Zentrums von Tennessee, ist im Norden etwa 50 km von Kentucky entfernt und hat eine Fläche von 843 Quadratkilometern, wovon 28 Quadratkilometer Wasserfläche sind. Es grenzt im Uhrzeigersinn an folgende Countys: Macon County, Jackson County, Putnam County, DeKalb County, Wilson County und Trousdale County.

### Cities und Towns
- Carthage
- Gordonsville
- South Carthage

### Unincorporated Communitys
- Brush Creek
- Chestnut Mound
- Defeated
- Dixon Springs
- Elmwood
- Lancaster
- Pleasant Shade
- Riddleton
- Rock City
- Rome
- Stonewall

## Geschichte
Smith County wurde am 26. Oktober 1799 aus Teilen des Sumner County gebildet. Benannt wurde es nach Daniel Smith, einem US-amerikanischen Landvermesser, Oberst im Amerikanischen Unabhängigkeitskrieg und zweifachen Senator von Tennessee.

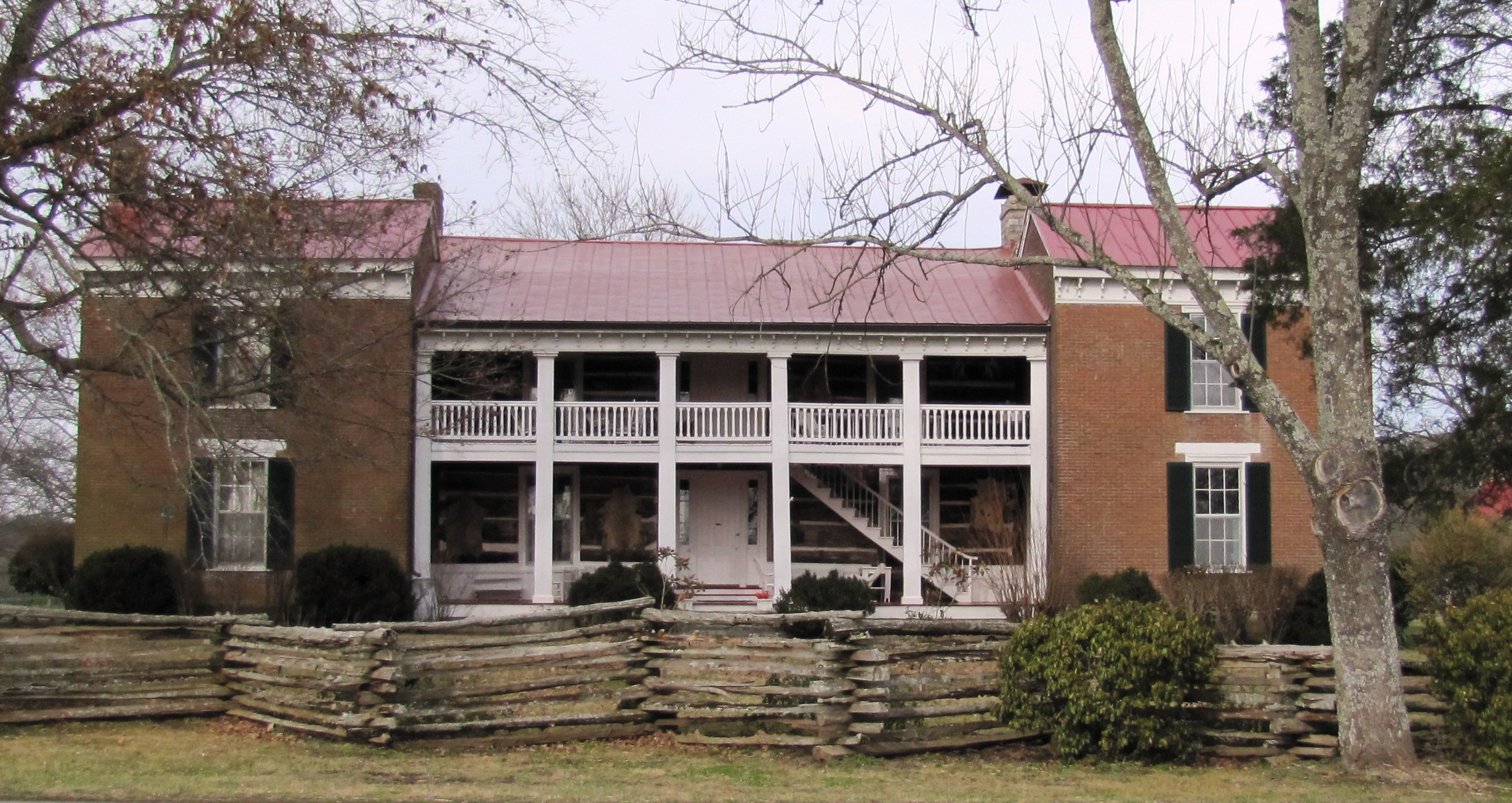
Dixona ist einer von zwölf Einträgen des Countys im NRHP.

Zwölf Bauwerke und Stätten des Countys sind im National Register of Historic Places (NRHP) eingetragen (Stand 4. September 2018).

## Demografische Daten

Alterspyramide Smith County

Nach der Volkszählung im Jahr 2000 lebten im Smith County 17.712 Menschen in 6.878 Haushalten und 5.069 Familien. Die Bevölkerungsdichte betrug 22 Einwohner pro Quadratkilometer. Ethnisch betrachtet setzte sich die Bevölkerung zusammen aus 95,42 Prozent Weißen, 2,53 Prozent Afroamerikanern, 0,37 Prozent amerikanischen Ureinwohnern, 0,17 Prozent Asiaten, 0,01 Prozent Bewohnern aus dem pazifischen Inselraum und 0,59 Prozent aus anderen ethnischen Gruppen; 0,93 Prozent stammten von zwei oder mehr Ethnien ab. 1,13 Prozent der Bevölkerung waren spanischer oder lateinamerikanischer Abstammung.
Von den 6.878 Haushalten hatten 34,1 Prozent Kinder und Jugendliche unter 18 Jahre, die bei ihnen lebten. 60,1 Prozent waren verheiratete, zusammenlebende Paare, 9,8 Prozent waren allein erziehende Mütter und 26,3 Prozent waren keine Familien. 23,4 Prozent waren Singlehaushalte und in 11,1 Prozent lebten Personen im Alter von 65 Jahren oder darüber. Die Durchschnittshaushaltsgröße betrug 2,55 und die durchschnittliche Haushaltsgröße betrug 3,00 Personen.
25,5 Prozent der Bevölkerung waren unter 18 Jahre alt, 8,0 Prozent zwischen 18 und 24, 30,0 Prozent zwischen 25 und 44, 23,1 Prozent zwischen 45 und 64 und 13,4 Prozent waren älter als 65. Das Durchschnittsalter betrug 37 Jahre. Auf 100 weibliche Personen kamen statistisch 97,0 männliche Personen und auf 100 Frauen im Alter von 18 Jahren und darüber kamen 92,4 Männer.
Das jährliche Durchschnittseinkommen eines Haushalts betrug 35.625 USD, das Durchschnittseinkommen der Familien betrug 41.645 USD. Männer hatten ein Durchschnittseinkommen von 30.853 USD, Frauen 22.133 USD. Das Prokopfeinkommen betrug 17.473 USD. 10,3 Prozent der Familien und 12,2 Prozent der Einwohner lebten unterhalb der Armutsgrenze.